# Acuerdos de la Uribe
Los Acuerdos de La Uribe o Acuerdos de cese al Fuego, Paz y Tregua fueron los acuerdos entre la guerrilla colombiana de las Fuerzas Armadas Revolucionarias de Colombia - Ejército del Pueblo (FARC-EP) y el gobierno de Belisario Betancur el 28 de marzo de 1984, en el municipio de La Uribe (Meta), en los cuales las partes firmantes se comprometen a un cese bilateral del fuego y la búsqueda conjunta de una salida política al conflicto armado interno de Colombia.

## Antecedentes
Finalizado el gobierno de Julio César Turbay, en 1982 el Partido Comunista Colombiano planteó la tesis "Solución Política Negociada", con la que pretendía cesar las torturas a las que eran sometidos los guerrilleros presos durante los años 60 y 70. De hecho en 1978, Turbay firmó el decreto ley 1923, del Estatuto de Seguridad, que le dio a la Fuerza Pública (Fuerzas Militares y Policía Nacional) poderes extraordinarios, como el control de la justicia, y con ello el abuso a los reclusos.
En noviembre de 1982, el Congreso expidió la ley 35, que se conoce como la Ley de Amnistía. Dicha amnistía tenía la intención de sacar de 36 cárceles nacionales a los insurgentes allí condenados. Esto dio paso posteriormente a los inicios de conversaciones entre la guerrilla de las FARC-EP y el gobierno de Belisario Betancur, que comenzaron el 30 de enero de 1983 en Colombia, (Huila) y fueron trasladadas a La Uribe (Meta) .

## Negociaciones
Las partes intervinientes eran las FARC-EP lideradas por Manuel Marulanda y John Agudelo Ríos, como representante del gobierno durante 19 meses . Sin embargo Agudelo no fue el primer representante del estado. Le antecedieron el expresidente Carlos Lleras Restrepo y Otto Morales Martínez. En cuanto a las FARC-EP, el acuerdo fue firmado también por Alfonso Cano, Raúl Reyes, Jaime Guaracas y Jacobo Arenas, que junto con Marulanda eran parte del Secretariado, u órgano directivo de la guerrilla.

## Acuerdos
El Documento fue suscrito por una Comisión de Paz, Diálogo y Verificación, en representación del gobierno, y por el Estado Mayor de las FARC-EP y firmado en el campamento conocido como Casa Verde en el municipio de La Uribe, Meta. El 28 de marzo de 1984, las FARC-EP ordenaron el cese al fuego a sus 30 frentes guerrilleros, mientras que el presidente Betancur también ordenó lo mismo a todas las autoridades civiles y militares del país.
Sin embargo, el pacto nunca contempló la entrega de armas por parte de la insurgencia. A discreción de la Comisión de Verificación, se acordó que cuando hubieran cesado los enfrentamientos armados, se abriría un período de prueba de un año para que los integrantes de las FARC-EP se organizaran política, económica y socialmente, según su libre decisión y acogerse a los beneficios de la ley 35 de 1982 y decretos complementarios. El gobierno les otorgaría, de acuerdo con la Constitución y las leyes, las garantías y los estímulos pertinentes.
Los acuerdos contemplaban:
1. Cese al Fuego desde el 28 de mayo de 1984.
2. Las FARC-EP desautorizan el secuestro, la extorsión y el terrorismo.
3. La orden presidencial será solo para las personas que cumplan las leyes.
4. Comisiones y subcomisiones de Paz en:
  - Florencia (Caquetá),
  - Vista Hermosa (Meta),
  - Barrancabermeja (Santander),
  - Saravena (Arauca),
  - Santa Marta (Magdalena),
  - Medellín (Antioquía),
  - Neiva (Huila),
  - Orito (Putumayo)
  - Cali (Valle del Cauca)
5. Comisión Nacional de Verificación en
  - a. San Juan de Arama, Granada y Vista Hermosa (Meta)
  - b. San Vicente del Caguán (Caquetá)
  - c. Colombia (Huila)
  - d. Dolores y Prado (Tolima)
  - e. La Uribe (Meta)
6. Con el cese verificado de enfrentamientos se abre un periodo de prueba para que las FARC-EP vuelvan a la vida civil.
7. Las FARC-EP podrán acogerse a los beneficios de la ley 35 de 1982.
8. El gobierno tiene la voluntad de: Promover la modernización de las instituciones políticas, impulsar la reforma agraria, facilitar la organización sindical, incrementar la educación, la salud, vivienda y empleo, protección de derechos ciudadanos, iniciativas de paz.
9. Mejoramiento de condiciones para la acción política y participación electoral.
10. El acuerdo será válido para otros grupos y de acuerdo con las partes.
11. Ratificación presidencial.[8]

### Firma
El 28 de marzo de 1984, se firmó el documento de paz suscrito entre la guerrilla y el gobierno. Se llamó Acuerdos de la Uribe, porque se firmó en Casa Verde, el campamento del Secretariado de las FARC-EP, que fue instalado en el municipio de La Uribe, Meta.

## Prórroga
El 2 de marzo de 1986, el gobierno y las FARC-EP acordaron otorgar una prórroga al acuerdo. Fue firmado en La Uribe, y en Mesetas, en el departamento del Meta. Se unieron los grupos Autodefensa Obrera (ADO) y los destacamentos Simón Bolívar y Antonio Nariño, del Ejército de Liberación Nacional.
Dentro de ese proceso se decidió plantear una opción política legal dentro de la cual pudieran integrarse los guerrilleros a la vida civil.

## Efectos
De los Acuerdos de La Uribe nace el partido Unión Patriótica (UP), compuesto por miembros de las FARC-EP, el Partido Comunista de Colombia, y distintos grupos y movimientos sociales. La UP consiguió ser la 3ª fuerza política, con resultados sorprendentes para la tradición bipartidista colombiana.
Sin embargo el narcotráfico, militares, políticos y grupos paramilitares como los de Fidel y Carlos Castaño entre otros, se propusieron exterminarla. Según el informe del Centro Nacional de Memoria Histórica (CNMH) Todo pasó frente a nuestros ojos. El genocidio de la Unión Patriótica 1984-2002, la violencia contra la Unión Patriótica dejó, por lo menos, 4.153 personas asesinadas, secuestradas o desaparecidas. La Jurisdicción Especial para la Paz contabilizó, en un informe publicado en 2022, 5.733 militantes de la Unión Patriótica asesinados entre 1984 y 2016. Su presidente, 2 candidatos presidenciales, 8 congresistas, 13 diputados, 70 concejales y 11 alcaldes fueron asesinados. De este exterminio se produce el retorno de guerrilleros al monte a las actividades armadas y el rompimiento del acuerdo a principios de 1990 con el ataque a Casa Verde por parte de las Fuerzas Militares.
No obstante al cese al fuego decretado, las FARC-EP aprovecharon para hacerse actividad proselitista electoral con las armas en la mano, lo que significó episodios de desplazamiento forzados de líderes de otras corriente políticas, sobre todo en zonas más periféricas. Tampoco dejaron de ejecutar su plan de crecimiento de desdoblamiento de frentes, el cual pudieron realizar bajo las favorables condiciones que les brindó el gobierno. Las FARC-EP tampoco abandonaron el boleteo y el secuestro como medio de financiación, de medianos y grandes ganaderos, narcotraficantes y a empresas multinacionales extranjeras, que estaban siendo la base de apoyo de grupos paramilitares contrainsurgentes.